# Maria Schnee (Bad Waldsee)
Maria Schnee ist eine Kapelle in Hittisweiler bei Bad Waldsee im Landkreis Ravensburg in Oberschwaben.

## Name
Die Kapelle ist nach Unsere Lieben Frau vom Schnee, kurz Maria Schnee, benannt. Dieser Name erinnert an das Fest der Weihe der römischen Basilika Santa Maria Maggiore am 5. August 432. Der Überlieferung nach soll Papst Liberius diese nach einem Schneewunder am 5. August 358 erbaut haben.

## Lage
Die Kapelle Maria Schnee liegt am Nordrand von Hittisweiler, nur etwa 30 Meter westlich der Osterhofer Ach, auf der Gemarkung Haisterkirch. Ihre Adresse lautet „Am Tiergarten 9“, wobei „Am Tiergarten“ eine kleine Seitenstraße innerhalb des Ortes ist.

## Architektur
Die Kapelle präsentiert sich als kleiner Bau mit einem Giebelreiter, der eine Glocke beherbergt. Ihr Innenraum bietet lediglich Platz wenige Personen.

## Innenraum
Der schlichte Innenraum der Kapelle Maria Schnee in Hittisweiler birgt einige bemerkenswerte Kunstwerke und Andachtsbilder, die verschiedene Epochen widerspiegeln.
Ein besonderes Kleinod ist das Holzbildwerk des heiligen Urban aus dem späten 15. Jahrhundert. Die 42 Zentimeter hohe Figur zeugt von der spätgotischen Schnitzkunst. Ihm zur Seite steht ein etwas jüngeres Holzbildwerk des heiligen Nikolaus von Myra aus der Mitte des 18. Jahrhunderts. Auffällig ist, dass diese 38 Zentimeter hohe Darstellung des Heiligen ohne seine typischen Attribute wie die drei Kugeln oder Äpfel ausgeführt ist.
Den Altarbereich dominiert eine barocke Kreuzigungsgruppe aus dem späten 18. Jahrhundert. Der Christuskorpus ist dabei eindrücklich als stark zermarterter und blutender Leib dargestellt. Die Figuren des Johannes und der Maria sind als ausgesägte und in Öl auf Holz gemalte Darstellungen ausgeführt.
Links neben dem Altar befindet sich ein Arma-Christi-Kreuz aus dem Jahr 1750. Dieses 120 Zentimeter hohe Kreuz ist eine eher seltene Form des „Doppelbalkenkreuzes“ und thematisiert die Leidenswerkzeuge Christi.
Ein weiteres Andachtsbild ist ein Hinterglasbild des heiligen Sebastian.
Der Altar selbst stammt aus dem späten 18. Jahrhundert. Auf seiner Mensa steht ein Glasschrein, der eine Nachahmung der Gebeine der seligen Elisabeth von Reute („gute Beth“) enthält und somit die lokale Heiligenverehrung widerspiegelt. Das Altarblatt zeigt eine Nachahmung des berühmten Bildes „Salus populi Romani“. Diese Ölmalerei auf Leinwand (80 cm × 61 cm) präsentiert die Gottesmutter Maria mit einem sanften Lächeln. Die Assistenzfiguren auf dem Altar stellen links die Maria und rechts den Erzengel Gabriel in der Szene der Verkündigung dar.
Den oberen Abschluss des Altars bildet ein Baldachin, an dem ein Gemälde (Öl auf Leinwand) angebracht ist. Es zeigt den heiligen Franz Xaver auf seinem Sterbebett.
Für die Gläubigen stehen in der Kapelle drei Bänke bereit.

## Geschichte
Die Kapelle Maria Schnee in Hittisweiler wurde 1885 neu erbaut. Sie setzt die Tradition eines früheren Kapellenbaus fort, welcher sich über einem einstigen Rüben- und Mostkeller befand. Die Kapelle ist umfangreich mit Ausstattungsstücken ihrer Vorgängerin versehen.

## Wallfahrtslied
Maria Schnee verfügt über ein eigenes Wallfahrtslied, dessen ursprüngliche Komposition H.J. Bösl zugeschrieben wird.

Die erste Strophe lautet:
Wir pilgern heut’ wieder zur Maria im Schnee, zur Mutter voll der Gnaden, zur Mutter treu und gut.